# Erysimum hakkiaricum
Erysimum hakkiaricum là một loài thực vật có hoa trong họ Cải. Loài này được Cullen mô tả khoa học đầu tiên năm 1965.